# Bogdan Śliwa
Bogdan Śliwa (Cracòvia, 4 de febrer de 1922 - 16 de maig de 2003) fou un jugador d'escacs polonès que tenia el títol de Mestre Internacional des de 1953, el de Gran Mestre honorífic des de 1987, i el de Gran Mestre Internacional d'escacs per correspondència des del 1996. Fou sis cops campió absolut de Polònia, entre el 1946 i el 1960.

## Resultats destacats en competició
Śliwa va guanyar sis cops el campionat de Polònia. El 1946, va guanyar el primer campionat polonès celebrat després de la Segona Guerra Mundial (a Sopot, 5è campionat polonès). El 1948, fou 3r a Kraków (el campió fou Kazimierz Makarczyk). Va guanyar el campionat polonès quatre cops consecutius entre 1951–1954, i fou campió per darrer cop a Wrocław el 1960 (17è POL-ch).
En tornejos, Śliwa empatà als llocs 9è-10è a Sopot 1951 (el campió fou Ernő Gereben). El 1952, fou 17è a Budapest (el campió fou Paul Keres). El 1954, va empatar als llocs 12è-14è a Bucarest (guanyador, Víktor Kortxnoi). El seu millor resultat en un torneig important fou el 3r lloc, darrere de Luděk Pachman i László Szabó, al torneig zonal de Mariánské Lázně (Marienbad) 1954. El 1955, va empatar als llocs 19è-21è a l'interzonal de Göteborg, guanyat per David Bronstein. El 1957, Śliwa empatà als llocs 2n-4t amb Oleg Neikirch i Aleksandar Matanović, per darrere de Miroslav Filip al zonal de Sofia. El 1959, va empatar als llocs 5è-7è a Riga (guanyador, Borís Spasski). El 1962, va empatar als llocs 4t-7è a Mariánské Lázně (campió, Mark Taimànov). El 1965, va empatar als llocs 12è-14è a Belgrad (campió Milan Matulović). El 1966 fou 9è al Memorial Rubinstein a Polanica Zdrój (campió Vassili Smislov). El 1966, va empatar als llocs 9è-10è a Tel-Aviv (el guanyador fou Svetozar Gligorić).
Una de les partides més conegudes de Śliwa és la seva victòria sobre David Bronstein en la partida immortal perdedora.

### Participació en olimpíades d'escacs
Śliwa va jugar representant Polònia en set Olimpíades d'escacs:
- El 1952, al quart tauler a l'Olimpíada d'escacs de 1952 a Hèlsinki (+7 –1 =4);
- El 1956, al primer tauler a l'Olimpíada d'escacs de 1956 a Moscou (+6 –4 =6);
- El 1958, al primer tauler a l'Olimpíada d'escacs de 1958 a Múnic (+6 –6 =5);
- El 1960, al primer tauler a l'Olimpíada d'escacs de 1960 a Leipzig (+5 –5 =6);
- El 1962, al primer tauler a l'Olimpíada d'escacs de 1962 a Varna (+7 –4 =5);
- El 1964, al tercer tauler a l'Olimpíada d'escacs de 1964 a Tel-Aviv (+6 –2 =6);
- El 1966, al quart tauler a l'Olimpíada d'escacs de 1966 a l'Havana (+7 –3 =5).

Va guanyar la medalla de plata individual a Hèlsinki 1952.